# أمير طعيمة
أمير طعيمة (20 أبريل 1974) شاعر وكاتب أغاني مصري، حصل على جائزة أفضل شاعر في مصر في الاستفتاء الرسمي لإتحاد الإذاعة والتلفزيون وقناة النيل للمنوعات عام 2003.

## النشأة
ولد بمحافظة الشرقية ثم انتقل وعمره 3 شهور إلى محافظة بورسعيد التي عاش فيها حتى أتم تعليمه الجامعي، تخرج من كلية التجارة جامعة قناة السويس ببورسعيد عام 1995 بتقدير جيد جدًا مع مرتبة الشرف وكان الأول على دفعته، عمل بمهنة المحاسبة في البنك التجاري الدولي بالغردقة ثم بشركة Vivendi العالمية بالقاهرة عدة سنوات قبل أن يتفرغ للشعر تماما عام 2002.[بحاجة لمصدر]

### بداية رحلته الفنية
قدم أول أغانيه مع طلعت زين (بحر عينيك) عام 1997، وبدأت انطلاقته الحقيقية عندما قدم مع عمرو دياب أغنيتين العالم الله وأعمل إيه من ألبوم تملّي معاك عام 2000، كتب كلمات أغنيات قدم ما يزيد عن 600 أغنية منهم 150 أغنية مصورة، وتعامل مع العديد من نجوم الوطن العربي مثل: عمرو دياب، شيرين، محمد حماقي، اليسا، محمد فؤاد، نانسي عجرم، تامر حسني، أنغام، فضل شاكر، محمد منير وغيرهم.

## أعماله
- تامر حسني: ربنا يوفقك - سيب الحب لناسه - محدش يقوللي - يا أنا يا مفيش -صحيت على صوتها - ما تسألنيش -أجمل هدية - عاطف وفاتن (من فيلم عمر وسلمي 3) -يا ساتر يا رب -كل ده على إيه - كل حاجة بينا (فيلم أهواك) -كداب وأناني -اللحظة الحلوة -موحشتكيش
- عمرو دياب: العالم الله - أعمل أيه - كمل كلامك - وحكايتك إيه - الله لا يحرمني منك - روحي مرتحالك - لأ يستاهل - معاك برتاح
- محمد فؤاد: حب تاني - ابن بلد - بين إيديك -اعتب عليا - بسهولة كده - خبيني - قلة عقل - ساعات بشتاق - تتر بداية مسلسل أغلى من حياتي - تتر نهاية مسلسل أغلى من حياتي - قلبنا على بعضنا - بشبه عليك - مصر عايزة إيه
- أنغام: أستني ليه -ما بتعلمش -هتمناله الخير -ده اللي عندي -لو أعيش معاك -حبيبي مالك - ساعات كتير -مهزومة -مش في بالك -ليالي -عايشة حالة -محدش يحاسبني -نص الدنيا -بلدي -رسالة لأمي -ساندة عليك -أحلام بريئة -بين البينين -إتجاه واحد -بحب أغني -حتة ناقصة -واحدة كاملة - حالة خاصة جدا
- محمد حماقي: يا اللي غايب - طمنوني عينيك - يا ريت -ليه يا حبيبي - خلص الكلام - أكتر م الدنيا -مش معقول -هنا جنبي - أكتر م الدنيا -مش معقول -هنا جنبي - في حضن عينيك - بتداري -إحساس فظيع - قول وإتكلم - من قلبي بغني -أحلى الناس -ادي حالي معاك -ده لولاك -أنت بتعند معايا -جري إيه - إيدي في إيديك -شخبطة ع الحيط - دعاء أنت العظيم -دعاء علمني -أول مرة (دويتو مع دنيا سمير غانم من مسلسل لهفة) - م البداية - قدام الناس - عيوني سهرانه - راسمك في خيالي - قالوا عنك
- سميرة سعيد: من يومي - كان مالي -إحساسي - ضحكتني - راجعالك -بالسلامة - قويني بيك -في خيالي - يعني هيا جت عليا -مش عايزة أتعذب - هو أنا جيت جنبك - ما خلاص -عيونك أدامي -نفسي أتكلم - شاءت الظروف -ما يهمنيش بكرة
- شيرين عبد الوهاب: طمن قلبي - مش عايزة غيرك أنت - براجع نفسي - نفسي أفهم ليه -أعصابه تلاجة - ده مش حبيبي - وأغنية إنسي الموضوع (دويتو مع الفنان العالمي Nelly) - يا ليالي روحي -كلي ملكك - 3 أغاني في مسلسل طريقي (أنا صح -كده -حاسة بيأس)
- وردة الجزائرية: يا حب مين يشتري - فهموني
- محمد منير: أحمر شفايف - بحر الحياة -إبكي
- نوال الزغبي: على فين - اللي اتمنيته -خليك ليا - ليه مشتقالك -الهوي وعمايله -لو كان -ما تسأل عليا - معرفش ليه - هنا القاهرة - عندك وحاسب في كلامك - بالدقيقة والثواني
- حسام حبيب: لبي سألني عليك - زعلان -أنت معايا -شفت بعينيا -و رجعنا تاني - وأنا وياك - جوة القلب - شريط حياتي - بلدي (ديو مع أصالة) -إحلم من جديد -تعيشي معايا - شايف نفسي فيك
- مصطفى قمر: حبيب حياتي - منايا -روحي فيك -طمني عليا -مش عوايدك -كلام عينيك - بعدنا وغلطنا - ليلة من عمري - تاعب روحك -أنا متطمن
- نانسي عجرم: تفكر في إيه - زمان كان عندي قلب -إيه اللي جرالي -نفسي أقوله - بنت بميت راجل - أعمل عاقلة -مش فارقة كتير - شجع حلمك (ديو مع الشاب خالد)
- اليسا: مش كتير عليك - عمر جديد - عكس اللي شايفينها
- هيفاء وهبي: يا حبيبي أنا - تسمحلي أدلعك -قلت إيه - يا ابن الحلال -أنت تاني -ياما ليالي -عارف - كنت هقولك إيه - بحب فيك حاجات
- رامي جمال: تعرف - بحبك ليه - حصل خير - هخاف من إيه - مش بمزاجك - جيتلك رامي جمال - ماليش دعوة بحد -أدامي -إفهمي -إنساها وإرتاح - قلبي ملك ليك - سهرانالك عيوني - عقدة الذنب - زي الشمس - فرحان بشكل - عمال ييجي عليا - بكلمتين - تعدي سنين -أوعديني -علامة استفهام - عرفتوا ليه - ليالينا
- هشام عباس: حاله من حالي - حيرتي مكتوبالي - يا حبيبي -شوف - سبتك وسبتيني -بوعدك - بتيجي في بالي - ما تتهورش
- نيكول سابا: 7 أغاني في أول ألبوماتها -أنا طبعي كده - براحتي -فارس أحلامي -أنا كنت في حالي - هفضل أحلم -مفيش مستحيل (ديو مع عبد الباسط حمودة) - قررت أفرح - مش وقت الكلام
- هيثم شاكر: لما تحس أنك محتاج - تعبت كتير -أيامي معاك - وأهون عليك - حياتي -العيون السمر - يا هوي -معاك - سبب واحد
- أصالة نصري: عايز الحق - شفت بعينيا - تساهيل مع بساطة باند (فيلم ولاد رزق) - تخيل بكرة (إعلان اتصالات)
- فضل شاكر: الدور على مين
- عبد الفتاح الجريني: جنبك على طول – لا أنا هنساك
- تامر عاشور: كتر خيري – ما بتهزش
- بهاء سلطان: أنا زعلتك في حاجة
- صابر الرباعي: ما صعبتش عليك – لو لفيت الدنيا
- هاني شاكر: أجمل ما في الدنيا – مش حب وبس – حكايات الحب
- مدحت صالح: جاي على نفسك ليه – ماله زي – دايما على بالي
- نوال الكويتية: بيحسدوني عليه – بيفكروني
- لؤي: آه يا عين يا ليل – أنا كده – لو ترضالي – وليه لأ – أوعي تندم يوم
- لطيفة (مغنية): حالة حب – لو بعيني شافوك – أنا عارفاك
- رجاء بلمليح: كل ده جواك
- مايا نصري: لو كان لك قلب
- إيهاب توفيق: يا سلام – هما كلمتين – ليلاتي – قول كده – قلبي
- يارا: بلا حب بلا عشق - ولا ألف زيك – وأنا جنبك – بتلف الدنيا بينا – حسك عينك
- محمد محيي: قادر وتعملها – وده مين
- حميد الشاعري: افهم بقى – آخر صبرك
- غادة رجب: أوقات بحن – أيام فاتوا
- خالد عجاج: حقيقة واحدة – وحياتك أنت
- مينا عطا: حالة مؤقتة
- هايدي موسي (نقطة ومن أول السطر)
- شيزوفرينيا دعاء السباعي
- كاتيا حرب: قد الحب
- دنيا سمير غانم: ألبوم واحدة تانية (12 أغنية) الذي تضمن أغنية «قصة شتا» – جميع أغاني مسلسل لهفة (7 أغاني) بما فيها التترات وأغنية أول مرة (دويتو مع محمد حماقي) – تخيل (أغنية اليونيسكو) – حكاية واحدة (فيلم هيبتا) - تتر وجميع أغاني مسلسل نيللي وشيريهان (3 أغاني) ومنهم دويتو مع عبد الباسط حمودة وآخر مع حكيم

## الجوائز[بحاجة لمصدر]
- حاصل على عدة جوائز كأفضل شاعر في مصر والوطن العربي
- جائزة أفضل شاعر في مصر في الاستفتاء الرسمي لإتحاد الإذاعة والتلفزيون وقناة النيل للمنوعات عام 2003
- جائزة أفضل شاعر في الوطن العربي عامي 2003 - 2005 من مجلة الأهرام العربي
- جائزه أفضل شاعر في مصر من مجلة دير جيست عامي 2008 - 2009
- درع تكريم من جامعة عين شمس عام 2010 عن مجمل أعماله
- جائزة أفضل شاعر في الشرق الأوسط MEMA " Middle East Music Award " عام 2010
- درع تكريم من منظمة الأمم المتحدة UN Women عام 2010 عن أغنية نص الدنيا لأنغام
- جائزة أفضل شاعر في الشرق الأوسط MEMA " Middle East Music Award " عام 2012
- جائزة أفضل شاعر في مصر من مجلة دير جيست عام 2013
- جائزة أفضل شاعر في الوطن العربي من مجلة أسرار 2014
- أفضل شاعر من مجلة نواعم 2014، جائزة أفضل شاعر من دير جيست 2015
- درع تكريم مجلة كاريزما عن معمل الأعمال 2015
- درع تكريم جريدة الفجر عن مجمل الأعمال 2016
- درع تكريم جريدة وشوشة عن مجمل الأعمال 2016
- جائزة أفضل شاعر عام 2016 من مجلة وشوشة

## هوامش
- شارك في معظم الألبومات العربية الحاصلة على جائزة الميوزيك أوورد، حيث شارك بخمس أغاني في ألبوم يوم ورا يوم لسميرة سعيد، وبثلاث أغاني في ألبوم ما تروحش بعيد للطيفة، وأغنية بألبوم الليلادي لعمرو دياب، أغنيتي بتفكر في إيه، زمان كان عندي قلب من ألبوم بتفكر في إيه لنانسي عجرم
- تصدرت أغانيه موقع اليوتيوب كأعلى نسبة مشاهدة، ولديه 15 أغنية فقط تخطت مجتمعة حاجز النصف مليار مشاهدة [6]
- شارك في كتابة سيناريو مسلسل لهفة للنجمة دنيا سمير غانم.
- عضو لجنة تحكيم في برنامج ستار أكاديمي الموسم العاشر والموسم الحادي العشر [5]

## وصلات خارجية
- أمير طعيمة على موقع قاعدة بيانات الأفلام العربية